# ロイヤルパークホテルズ
ロイヤルパークホテルズ（Royal Park Hotels）は、三菱地所グループが展開するシティホテルチェーンである。

## 概要
三菱地所のホテル部門として設立された。2000年11月1日からは株式会社ロイヤルパークホテルズアンドリゾーツ（現：三菱地所ホテルズ&リゾーツ株式会社）により運営されている。
本店格のロイヤルパークホテルが現存最古のホテルであるが、「ロイヤルパークホテル」の名称はそれ以前の1986年に開業した厚木ロイヤルパークホテルで初めて使用されたものである。
高級シティホテルとして運営されてきた従来の「ロイヤルパークホテルズ」ブランドに加え、2011年以降宿泊特化型の「THEシリーズ」を運営している。このブランドのホテルは概ね「ザ ロイヤルパークホテル ○○(地名)」の名称で、婚礼・宴会施設等は設けず、客室以外の付帯施設は最小限となっており、一般のシティホテルと同程度の広さの客室を備えたビジネスホテルに近い構成となっている。
「THEシリーズ」の派生として、2017年以降はよりビジネスホテルに近い形態「ザ ロイヤルパーク キャンバス」、2018年以降は中級クラスのシティホテルブランド「ザ ロイヤルパークホテル アイコニック」も運営している。
2024年1月1日をもって、運営会社の社名を、これまでの『ロイヤルパークホテルズアンドリゾーツ』から『三菱地所ホテルズ&リゾーツ』に変更した。

## チェーン統括会社
- 商号： 三菱地所ホテルズ&リゾーツ株式会社（Mitsubishi Estate Hotels & Resorts Co., Ltd.）
2023年12月31日までの社名は株式会社ロイヤルパークホテルズアンドリゾーツ（Royal Park Hotels and Resorts Company, Limited. ）。
- 本社： 東京都港区南青山1-1-1　新青山ビル東館
- 事業： ロイヤルパークホテルズの経営、運営他
- 設立： 2000年11月1日
- 株主： 三菱地所（100%）
- 資本金： 100,000,000円

## 沿革
- 1983年（昭和58年）4月18日 - 名古屋第一ホテルが開業。
- 1986年（昭和61年）10月 - 厚木ロイヤルパークホテル（のちにロワジールホテル厚木 → レンブラントホテル厚木へ）が開業。
- 1989年（平成元年）
  - 6月1日 - ロイヤルパークホテルが開業。
  - 7月1日 - 三菱地所株式会社がホテル事業部を設置。
- 1993年（平成5年）9月15日 - 横浜ロイヤルパークホテルニッコー（現・横浜ロイヤルパークホテル）が開業。
- 1994年（平成6年）10月1日 - チェーン名を『三菱地所ホテルグループ』から『ロイヤルパークホテルズ』に変更。
- 1995年（平成7年）4月8日 - 仙台ロイヤルパークホテル開業。
- 2000年（平成12年）11月1日 - ホテル事業統括会社として株式会社ロイヤルパークホテルズアンドリゾーツを設立し、三菱地所(株)ホテル事業部の業務を移管。
- 2001年（平成13年）
  - 4月1日 - 名古屋第一ホテルをロイヤルパークイン名古屋に、横浜ロイヤルパークホテルニッコーを横浜ロイヤルパークホテルに名称変更。
  - 5月1日 - ホテル ザ・マンハッタンの運営を受託開始。
- 2003年（平成15年）7月1日 - ロイヤルパーク汐留タワー（現・ザ ロイヤルパークホテル アイコニック 東京汐留）が開業。
- 2004年（平成16年）7月1日 - 集中予約センター「Royal Access」を開設。
- 2010年（平成22年）9月1日 - ロイヤルパークホテル「THEシリーズ」の運営会社「株式会社ロイヤルパークホテルマネジメント」を設立。
- 2011年（平成23年）
  - 2月28日 - ロイヤルパークイン名古屋が閉業。
  - 7月30日 - ロイヤルパークホテル ザ 福岡が開業。
  - 10月8日 - ロイヤルパークホテル ザ 京都が開業。
- 2013年（平成25年）
  - 10月1日 - ロイヤルパーク汐留タワーがロイヤルパークホテル ザ 汐留に名称変更し、運営業務が単独の事業会社からロイヤルパークホテルマネジメントに移管。
  - 11月1日 - ロイヤルパークホテル ザ 名古屋が開業。
- 2014年（平成26年）9月30日 - ロイヤルパークホテル ザ 羽田が開業。
- 2017年（平成29年）7月31日 - 新ブランド「ザ ロイヤルパーク キャンバス」の誕生、「ロイヤルパークホテル ザ （＋地名）」から「ザ ロイヤルパークホテル（＋地名）」への改称、及び「ロイヤルパークホテル ザ 名古屋」から「ザ ロイヤルパーク キャンバス 名古屋」へのリブランドを発表[2]。
- 2018年（平成30年）
  - 4月1日 - 株式会社ロイヤルパークホテルズアンドリゾーツが株式会社ロイヤルパークホテルマネジメントを吸収合併[3]。
  - 4月13日 - ザ ロイヤルパークホテル 京都四条が開業。
- 2019年（平成31年/令和元年）
  - 3月20日 - ザ ロイヤルパーク キャンバス 銀座8が開業。
  - 6月7日 - ザ ロイヤルパークキャンバス 大阪北浜が開業。
- 2020年（令和2年）3月16日 - ザ ロイヤルパークホテル アイコニック 大阪御堂筋が開業。
- 2021年（令和3年）
  - 1月21日 - ザ ロイヤルパーク キャンバス 神戸三宮が開業。
  - 3月12日 - ザ ロイヤルパークホテル 京都梅⼩路が開業。
  - 6月6日 - ザ ロイヤルパーク キャンバス 京都二条が開業。
  - 10月1日 - ザ ロイヤルパーク キャンバス 札幌大通公園が開業。
- 2022年（令和4年）4月1日 - ザ ロイヤルパークホテル アイコニック 京都が開業。
- 2023年（令和5年）8月4日 - ザ ロイヤルパーク キャンバス福岡中洲が開業。
- 2024年（令和6年）
  - 1月1日 - 運営会社の社名をこれまでのロイヤルパークホテルズアンドリゾーツから三菱地所ホテルズ&リゾーツに変更した[1]。
  - 2月20日 - ザ ロイヤルパークホテル アイコニック 名古屋が開業。
  - 4月1日 - 株式会社丸ノ内ホテルの運営機能を統合、当社運営ホテルとする[4]。
  - 5月30日 - ザ ロイヤルパークホテル 銀座6丁目開業。

## チェーンホテル一覧
| 名称                                            | 所在地                             | 開業       | 室数 | 備考 |
| ----------------------------------------------- | ---------------------------------- | ---------- | ---- | --- |
| ロイヤルパークホテル                            | 東京都中央区日本橋蛎殻町           | 1989年6月  | 419  | グループのフラグシップホテル。 |
| 横浜ロイヤルパークホテル                        | 神奈川県横浜市西区みなとみらい     | 1993年9月  | 603  | 横浜ランドマークタワー内。株式会社横浜ロイヤルパークホテルが運営する。 |
| 仙台ロイヤルパークホテル                        | 宮城県仙台市泉区寺岡               | 1995年4月  | 110  | 泉パークタウン内。株式会社東北ロイヤルパークホテルが運営する。 |
| ザ ロイヤルパークホテル アイコニック 東京汐留   | 東京都港区東新橋                   | 2003年7月  | 490  | 2013年10月1日に「ロイヤルパーク汐留タワー（(株)ロイヤルパーク汐留タワー運営）」より名称変更並びに業務移管 宿泊特化型の新ブランド「THE」シリーズの第3号 2018年4月1日に「ロイヤルパークホテル ザ 汐留」から改称、アイコニックブランドの1号店 |
| ザ ロイヤルパークホテル 福岡                    | 福岡県福岡市博多区博多駅前         | 2011年7月  | 174  | 宿泊特化型の新ブランド「THE」シリーズの第1号 2018年4月1日に「ロイヤルパークホテル ザ 福岡」から改称 |
| ザ ロイヤルパークホテル 京都三条                | 京都府京都市中京区三条通河原町     | 2011年10月 | 172  | 宿泊特化型の新ブランド「THE」シリーズの第2号 2018年4月1日に「ロイヤルパークホテル ザ 京都」から改称 |
| ザ ロイヤルパーク キャンバス 名古屋             | 愛知県名古屋市中村区名駅           | 2013年11月 | 153  | 宿泊特化型の新ブランド「THE」シリーズの第4号 2018年4月1日に「ロイヤルパークホテル ザ 名古屋」からリブランド |
| ザ ロイヤルパークホテル 東京羽田                | 東京都大田区羽田空港               | 2014年9月  | 313  | 宿泊特化型の新ブランド「THE」シリーズの第5号 2018年4月1日に「ロイヤルパークホテル ザ 羽田」から改称 |
| ザ ロイヤルパークホテル 京都四条                | 京都府京都市下京区烏丸通仏光寺     | 2018年4月  | 127  | |
| ザ ロイヤルパークホテル 広島リバーサイド        | 広島県広島市中区上幟町             | 2018年10月 | 127  | 旧ホテルJALシティ広島 |
| ザ ロイヤルパーク キャンバス 銀座8              | 東京都中央区銀座                   | 2019年3月  | 121  | |
| ザ ロイヤルパークホテル アイコニック 名古屋     | 愛知県名古屋市中区栄4丁目中日ビル  | 2024年2月  | 246  | |
| ザ ロイヤルパーク キャンバス 大阪北浜           | 大阪府大阪市中央区北浜             | 2019年6月  | 238  | |
| ザ ロイヤルパークホテル アイコニック 大阪御堂筋 | 大阪府大阪市中央区平野町           | 2020年3月  | 352  | |
| ザ ロイヤルパーク キャンバス 神戸三宮           | 兵庫県神戸市中央区下山手通         | 2021年1月  | 170  | |
| ザ ロイヤルパークホテル 京都梅⼩路              | 京都府京都市下京区観喜寺町         | 2021年3月  | 246  | |
| ザ ロイヤルパーク キャンバス 京都二条           | 京都府京都市中京区西ノ京職司町     | 2021年6月  | 180  | |
| ザ ロイヤルパーク キャンバス 札幌大通公園       | 北海道札幌市中央区大通西           | 2021年10月 | 134  | |
| ザ ロイヤルパークホテル アイコニック 京都       | 京都市中京区東洞院通御池上ル船屋町 | 2022年4月  | 125  | |
| ザ ロイヤルパーク キャンバス 銀座コリドー       | 東京都中央区銀座                   | 2022年11月 | 161  | |
| ザ ロイヤルパーク キャンバス 福岡中洲           | 福岡県福岡市中央区                 | 2023年8月  | 255  | 明治安田生命福岡ビル跡地に建てられ、下層階は明治安田ホール福岡となる。キャンバスラインとしては九州初。 |
| ザ ロイヤルパークホテル 銀座6丁目               | 東京都中央区銀座                   | 2024年5月  | 273  | |

各ホテルの運営会社は特記のない限り、三菱地所ホテルズ&リゾーツ株式会社。

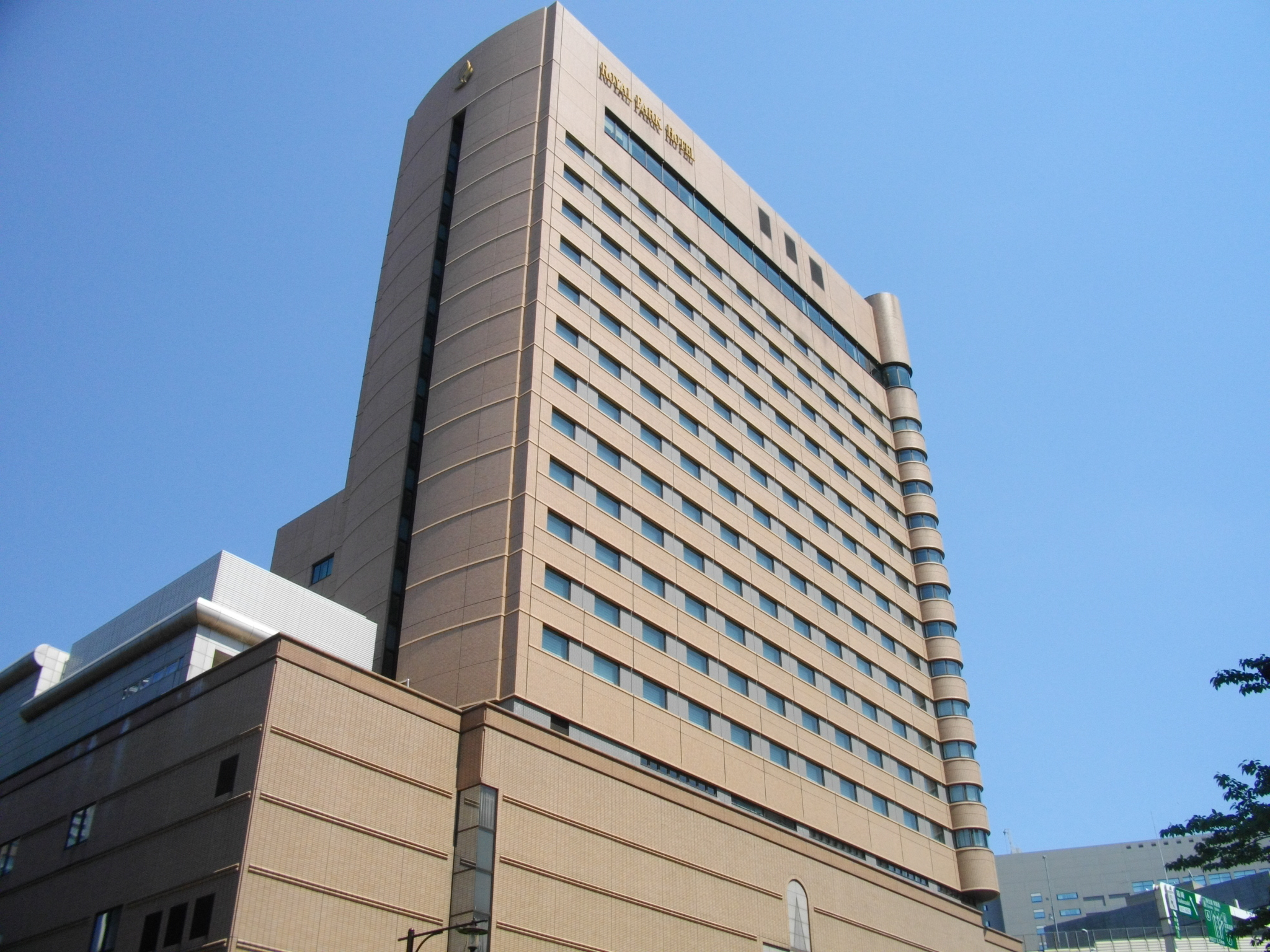
ロイヤルパークホテル
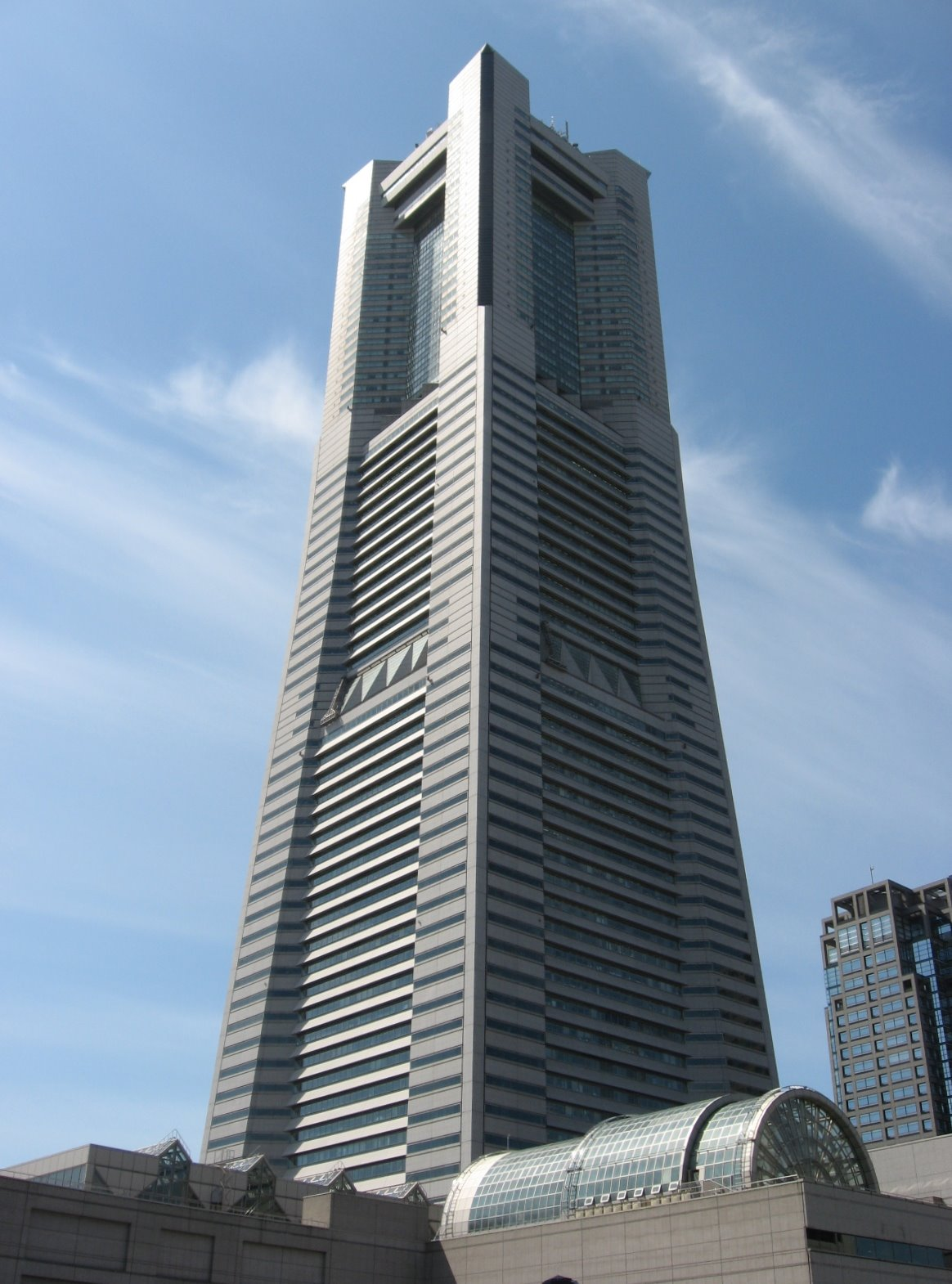
横浜ロイヤルパークホテル（横浜ランドマークタワー）
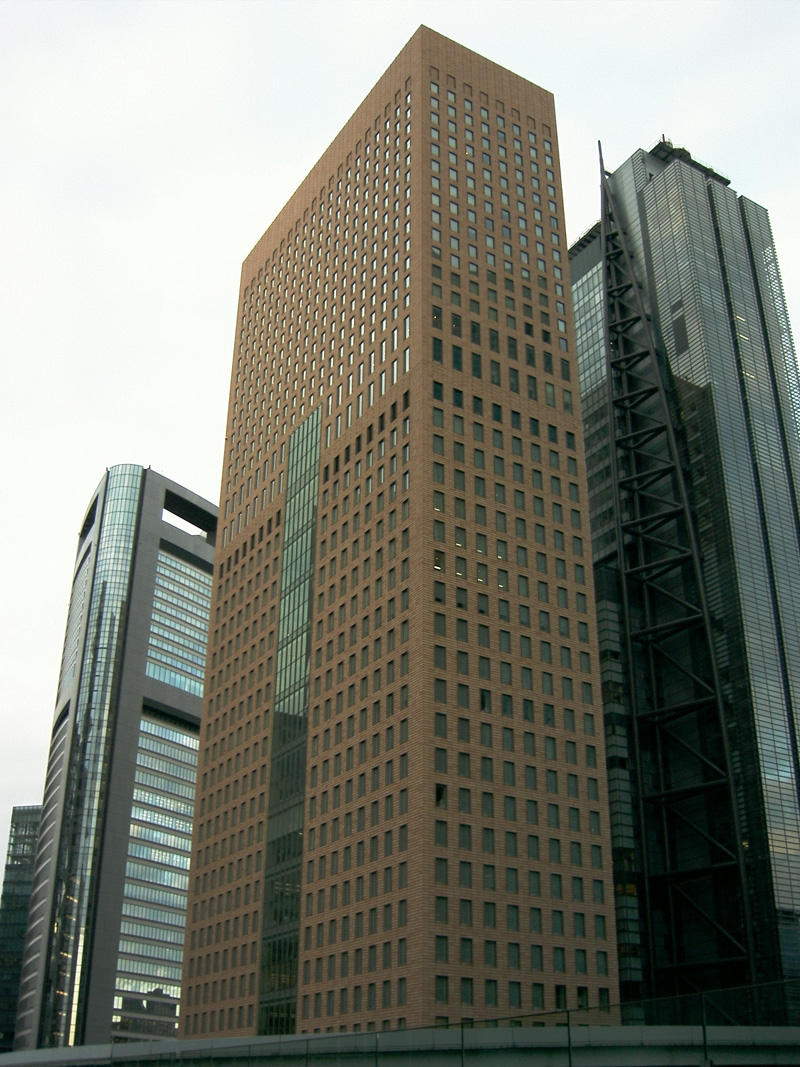
ザ ロイヤルパークホテル アイコニック 東京汐留（汐留タワー）
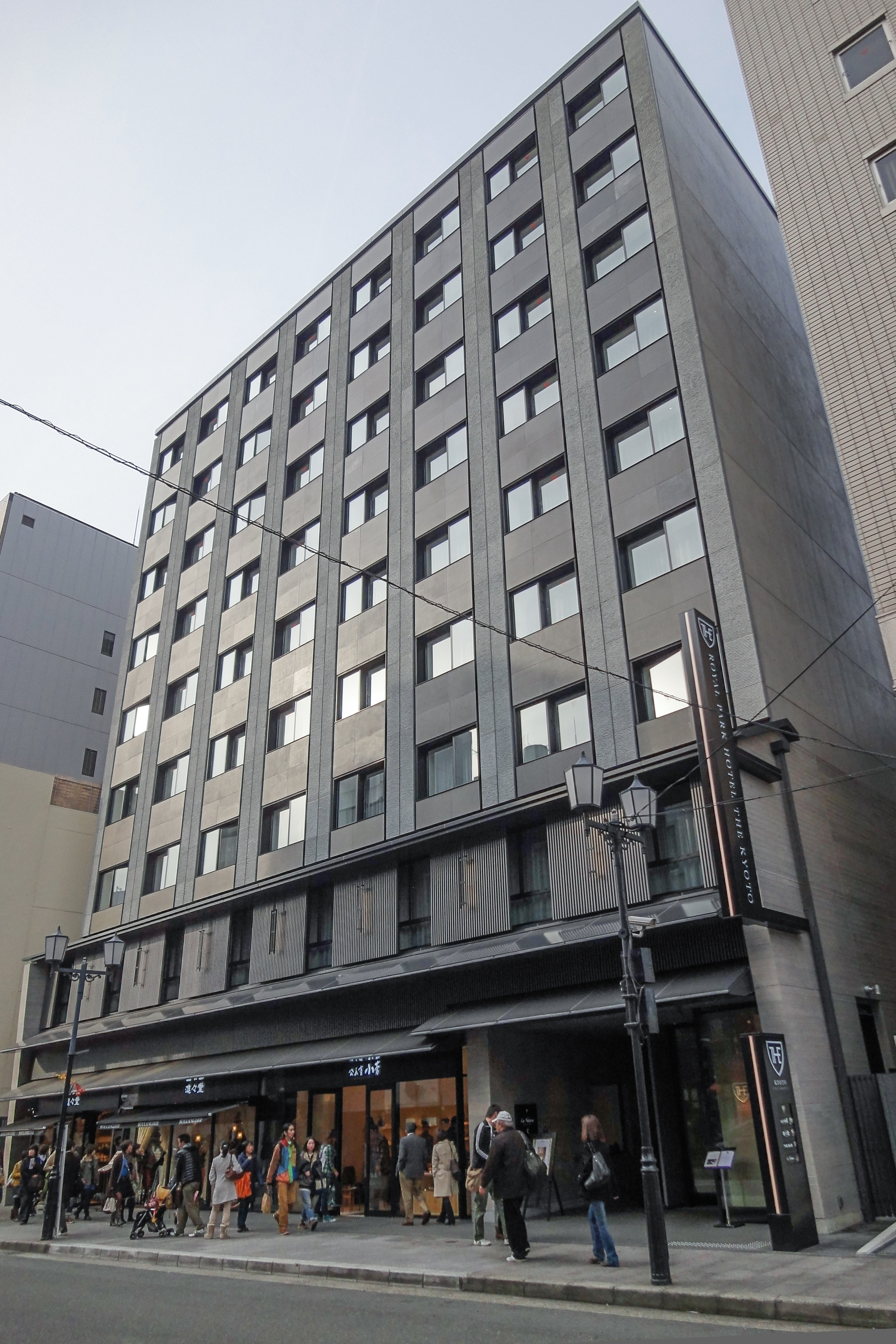
ザ ロイヤルパークホテル 京都三条（京都東宝公楽ビル）
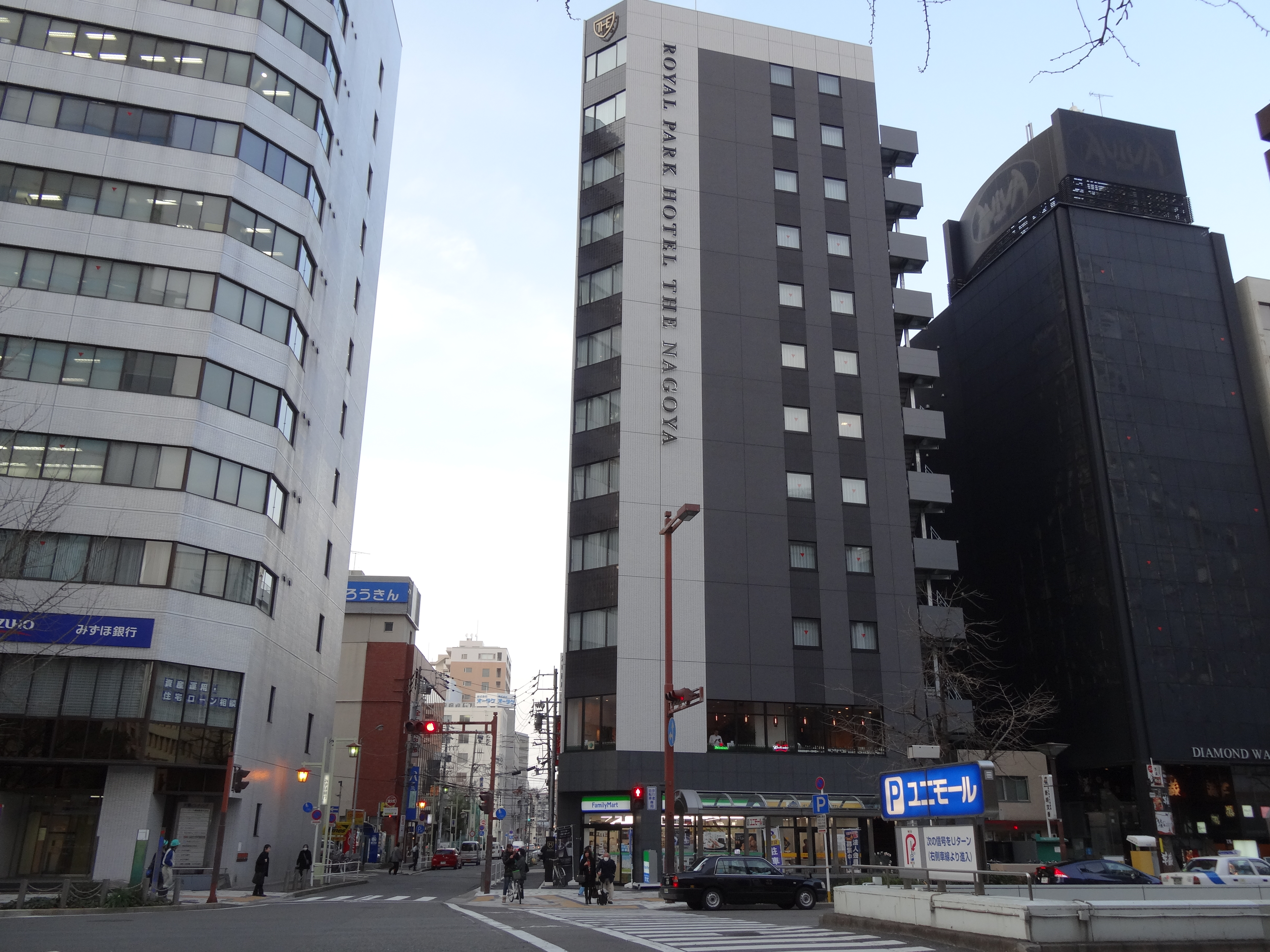
ザ ロイヤルパーク キャンバス 名古屋
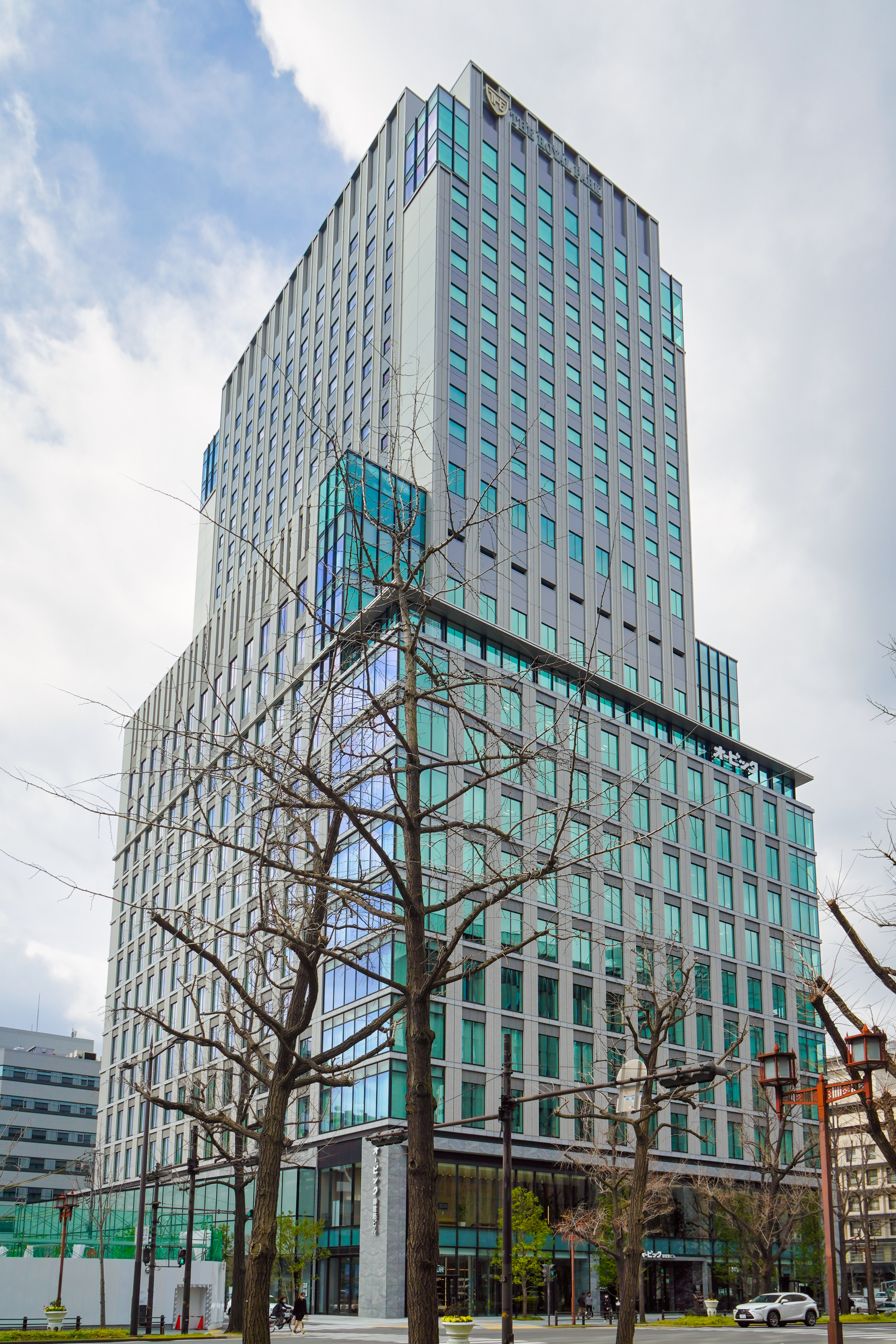
ザ ロイヤルパークホテル アイコニック 大阪御堂筋（オービック御堂筋ビル）
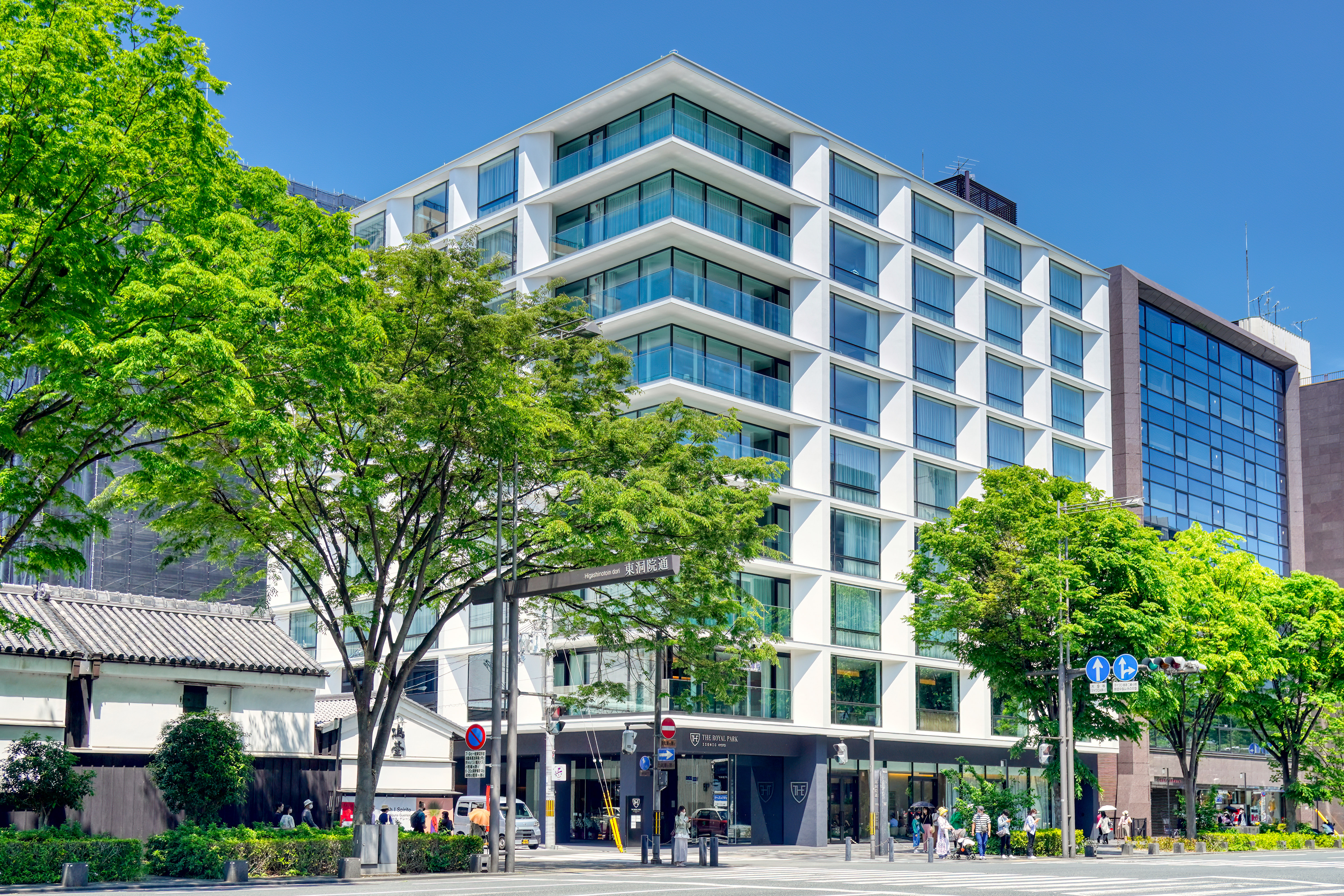
ザ ロイヤルパークホテル アイコニック 京都
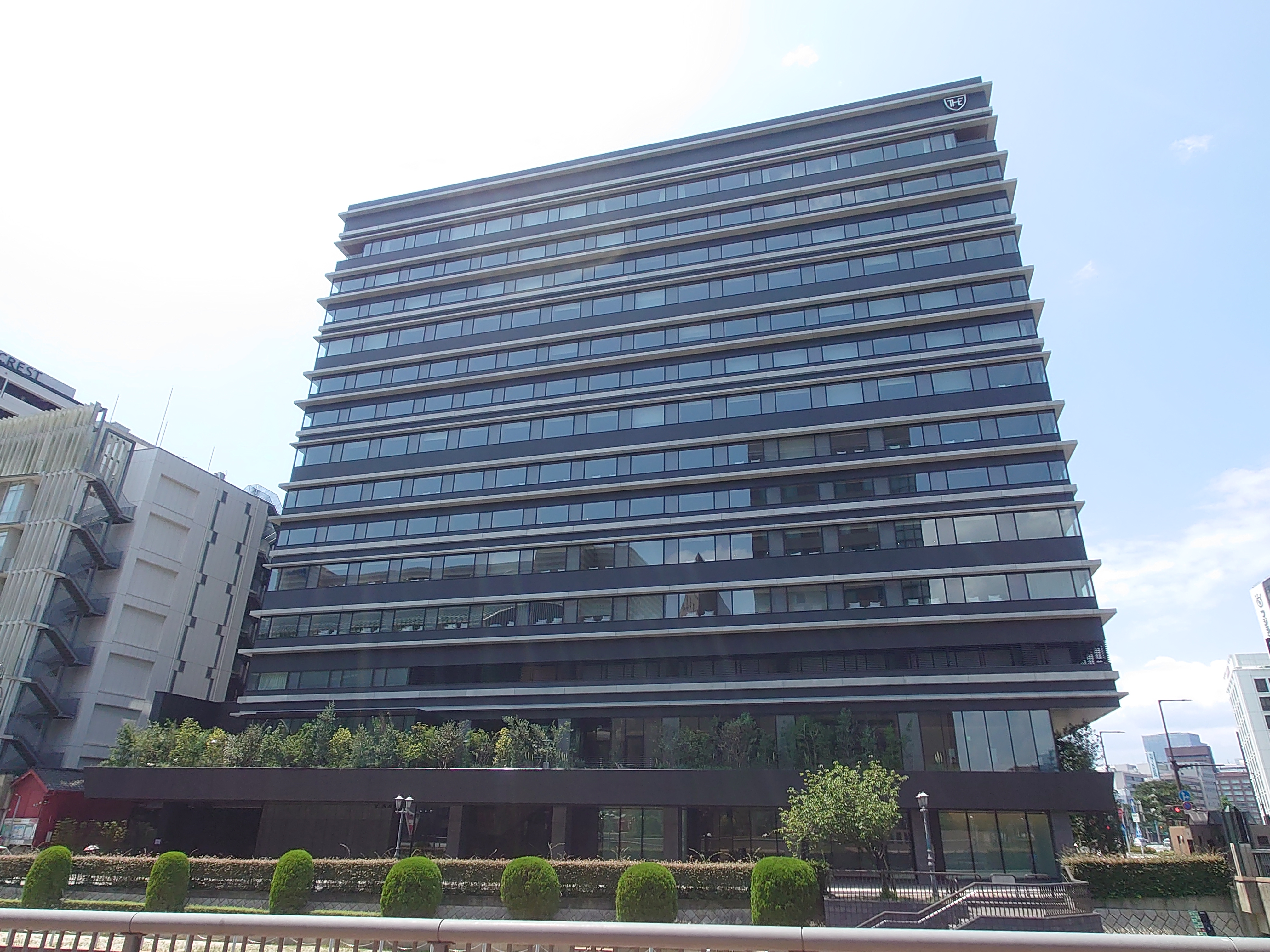
ザ ロイヤルパーク キャンバス 福岡中洲
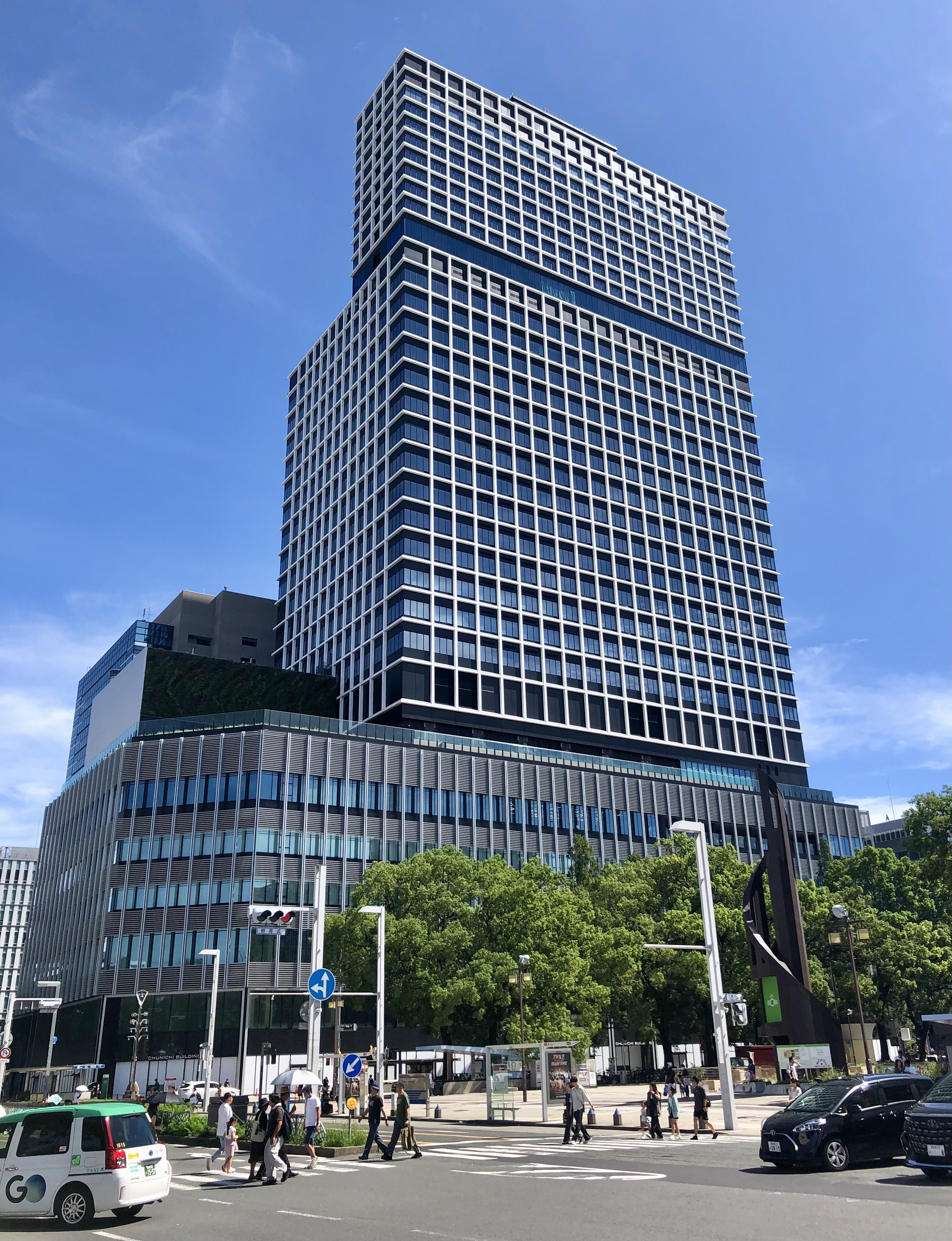
ザ ロイヤルパークホテル アイコニック名古屋（中日ビル）

### ロイヤルパークブランド以外の運営ホテル
- 丸ノ内ホテル（東京都千代田区） - 元は三菱地所グループの株式会社丸ノ内ホテル運営だったが、2024年4月1日に運営機能統合により当社運営ホテルとなった[4]。
- ホテルアトールエメラルド宮古島 - 元は宮古島シティアンドリゾート運営のホテルだったが、2024年2月1日に当社が運営を承継[6]、沖縄では初のロイヤルパークホテルズのグループホテルとなるが、ホテル名は変更しない。
これらの2ホテルは独自会員制度の「ザ クラブ」の特典・割引対象外となる。

### 今後オープン予定のホテル
- ザ ロイヤルパーク アイコニック 那覇（仮称：那覇市久茂地ホテル計画）（2026年1月開業予定） - 琉球銀行新本店上層階に出店予定。沖縄初出店かつアイコニックラインとしては九州・沖縄では初となる。
- ザ ロイヤルパークホテル 舞浜リゾート 東京ベイ（仮称：舞浜ホテル計画）（2026年1月開業予定）
- 2027年夏に、北海道函館市にとしてTHEシリーズの一つである「ザ ロイヤルパークホテル」（旧：函館市大手町5丁目計画（仮称））ブランドでホテルを開業予定[7]。ザ ロイヤルパークホテルラインとしては北海道初となる。

### かつて運営していたホテル
- 厚木ロイヤルパークホテル （神奈川県厚木市）
1986年開業。三菱地所が初めてロイヤルパークホテルの名称を使用したホテル。2006年11月に運営会社ごとソラーレ ホテルズ アンド リゾーツに売却され、2007年3月に「ロワジールホテル厚木」として開業。2010年10月にパチンコ店運営のジャパンニューアルファが買収し2011年4月より「レンブラントホテル厚木」となる。

- 岡山国際ホテル （岡山県岡山市）
1973年に岡山県の政財界が母体となって開業。1998年から2006年までロイヤルパークホテルズが運営受託。2006年にホテルオークラの運営に変わり翌2007年に「ホテルオークラ岡山」と改称したが、2010年に株式会社たけべの森に譲渡され、再び「岡山国際ホテル」の名称に戻っている。

- ロイヤルパークイン名古屋 （愛知県名古屋市中村区）
旧名古屋第一ホテル。第一ホテルとの運営委託の契約満了に伴い名称を変更。
三菱地所による大名古屋ビルヂングとの一体建替え(再開発)計画のため、2011年2月に営業終了[8]。再開発後の大名古屋ビルヂングには入居せず、2013年11月には近接地へ上述の「ロイヤルパークホテル ザ 名古屋」がオープンした。

- ホテル ザ・マンハッタン（千葉県千葉市美浜区ひび野）
1991年11月に開業し、2001年5月から2014年3月までロイヤルパークホテルズアンドリゾーツが運営を受託した[9]。

## 附記
香川県高松市にある「ロイヤルパークホテル高松」、岡山県倉敷市にある「ロイヤルパークホテル倉敷」はあなぶき興産グループの穴吹エンタープライズが運営しているものであり、ロイヤルパークホテルズとは資本・人材を含めて一切関係は無く、提携関係も一切存在しない。なお、あなぶき興産と三菱地所は高松空港の運営権を巡って争った（結果は三菱地所の勝利）関係がある。